# Pic d'Engorgs
El Pic s'Engorgs, o Pic de la Bressola és una muntanya de 2.818 metres que es troba entre el municipi de Meranges, de la comarca de la Baixa Cerdanya, i la comuna de Porta, de l'Alta Cerdanya, a la Catalunya del Nord.
Està situat just a l'est de l'extrem sud-oest del terme comunal de Porta i al nord del municipal de Meranges. És al nord-oest de la Portella Blanca de Meranges (o, simplement, Portella de Meranges), al nord-oest, també, del Puig de Campcardós, o Puigpedrós.
Moltes de les excursions a peu o amb esquís de muntanya dels Pirineus entre l'Alta, la Baixa Cerdanya i Andorra discorren per aquest cim.